# El Centinela Badalonés
|  | No s'ha de confondre amb El Centinela de Badalona, que va tenir una segona etapa amb el mateix nom.. |

El Centinela Badalonés va ser un setmanari català de curta vida publicat en castellà i català de temàtica exclusivament religiosa publicat a Badalona entre 1892/93 i 1895, sorgit d'un Full Dominical i fundat per Pere Garriga i Folch, membre de l'entitat local Juventud Católica.
Va ser el primer setmanari de temàtica religiosa catòlica, que segons J. M. Cuyàs la seva primera etapa es va iniciar l'any 1893. Tanmateix, segons E. García Pons, va aparèixer el segon semestre de 1892 en forma de Full Dominical i després va esdevenir una publicació regular amb nom propi pel creixement que va experimentar. El Centinela, així, va ser fundat per Pere Garriga i Folch, fundador i membre de l'entitat badalonina Juventud Católica. En tot cas, els exemplars conservats de la publicació són del Any III, i, per tant, en no haver-se conservat exemplars de les primeres etapes, només es pot especular sobre la data. Aquest fet va provocar una confusió, molts van creure que era el successor dels dos setmanaris anomenats El Centinela de..., ambdós dirigits per J. M. Orbaneja.
Del setmanari, que va estar il·lustrat, van aparèixer un total de 53 números, almenys dels que es té constància, escrits majoritàriament en castellà. El seu subtítol anunciava que la publicació havia estat aprovada pel bisbe de Barcelona, i des del número 7, pel pontífex Lleó XIII, ambdós concedien 40 d'indulgència a aquells que fossin lectors o sentissin llegir el setmanari. No tenia publicitat, i la seva capçalera estava ben decorada amb un dibuix de Badalona, l'escut de la vila i el lema en llatí «Pro aris et focis». En el seu darrer número van anunciar notables millores de futur per a la publicació, però sembla que el projecte no va prosperar, perquè no va tornar a aparèixer.
Va ser de temàtica exclusivament religiosa catòlica. Les seves seccions eren les següents: «Sección Religiosa», «Sección Recreativa» i la «Crónica», cada una d'elles de temàtica religiosa però amb diferents enfocaments, però sempre centrat en l'àmbit local de Badalona. En el cas de la secció recreativa, aquesta era de caràcter literari i estava reservada a les poesies en català; s'hi poden trobar les signatures de notables autors com Mn. Jacint Verdaguer, Mn. Jaume Collell, Antònia Gili i Güell, Pau Bertran i Bros, entre d'altres.